# 切梅爾
51°5′56″N 31°13′7″E / 51.09889°N 31.21861°E
切梅爾（烏克蘭語：Чемер）是位於烏克蘭北部切爾尼希夫州裏切爾尼希夫區的村莊，始建於1666年，面積5.97平方公里，海拔高度119米，2023年人口1,308，人口密度每平方公里330.4人。